# Rio Biobío
O Rio Bío-Bío ou Biobío é um rio sul-americano que banha o Chile. Este rio é o segundo maior do país.